# Rahel Frey
Rahel Frey (Niederbipp, 23 de febrero de 1986) es una piloto de automovilismo suiza.
Inició su carrera en monoplazas en 2004, en la Fórmula Renault. Tras competir en Fórmula 3 Alemana, pasó a los turismos en el Deutsche Tourenwagen Masters, donde compitió en 2011 y 2012 sin resultados destacados. Luego, compitió en ADAC GT Masters y Audi R8 LMS Cup China, con algunas victorias.

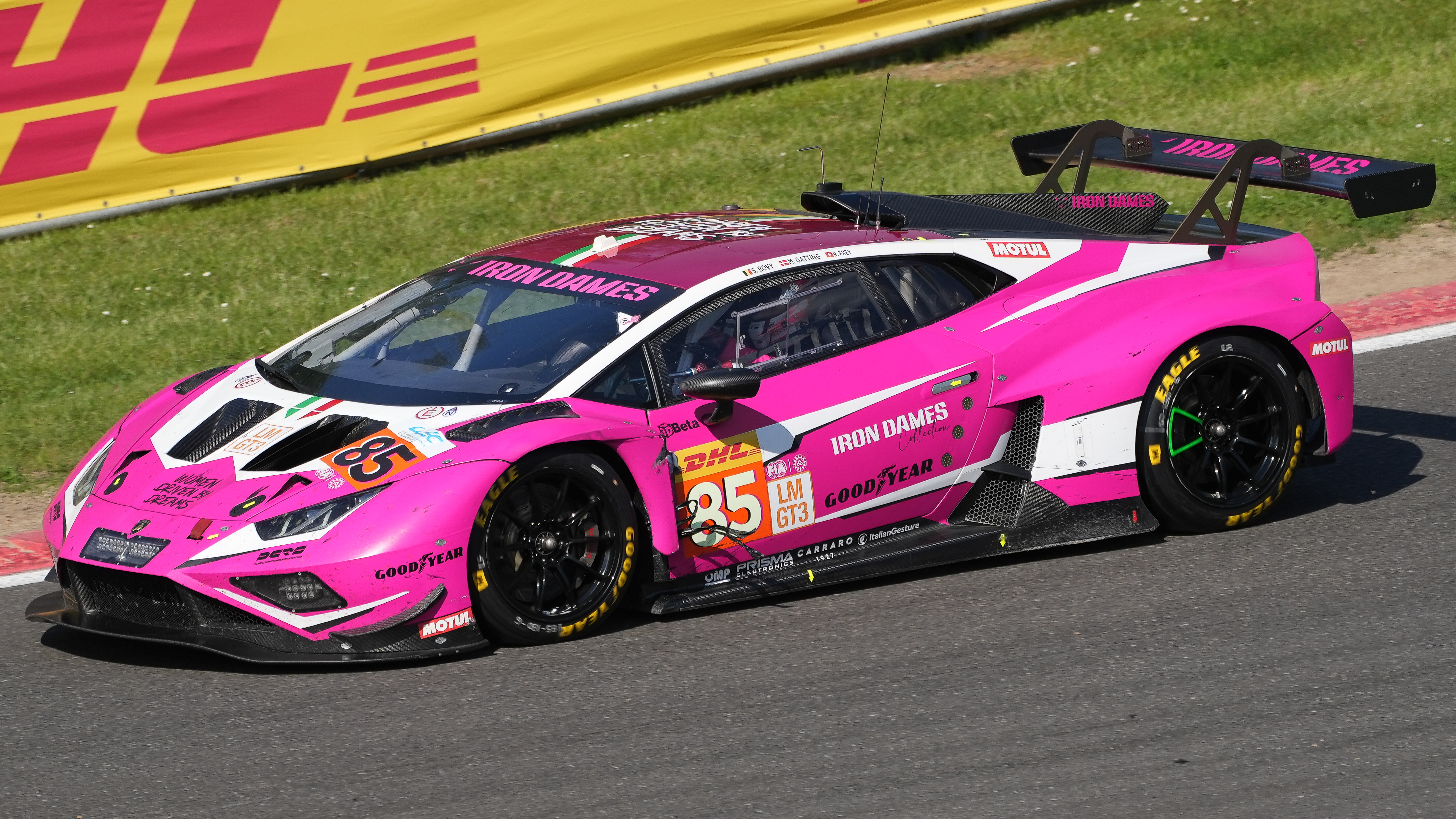
Lamborghini Huracán GT3 Evo 2 de Iron Dames, WEC 2024.

En 2019, Frey debutó en European Le Mans Series (ELMS), en la clase GT, donde obtuvo podios primero con Kessel Racing y luego con Iron Lynx. En 2021, debutó en el Campeonato Mundial de Resistencia de la FIA (WEC) con Iron Lynx, el cual la sumaría a su proyecto de Iron Dames, que alinea únicamente pilotos femeninas. Junto a Sarah Bovy y Michelle Gatting, lograron la primera victoria de un trío de mujeres en el campeonato mundial y el subcampeonato de 2023, al mando de un Porsche 911 RSR-19. Su primera victoria personal en ELMS llegó en 2024, conduciendo un 911 GT3 R (992).